# Escut de Madremanya
L'escut oficial de Madremanya té el següent blasonament:
Escut caironat: de gules, una mà contrapalmellada d'argent. Per timbre una corona mural de poble.

## Història
Va ser aprovat el 30 de gener de 2001 i publicat al DOGC el 13 de febrer del mateix any amb el número 1733.
La mà és el senyal parlant tradicional referent a una part del nom del poble.